# Jlass
I Jlass o Zlass (in lingua araba: الجلاص أو الزلاص) sono una confederazione tribale tunisina, formata prima dell'avvento della Repubblica, era anche un'alleanza di sicurezza per la maggior parte delle popolazioni che vivono nella vasta regione di al-Qayrawan. Si crede che i Jlass siano una delle più antiche famiglie berbere in Nord Africa.

## Etimologia
Il nome deriva da due parole di origine berbera: zoka ("urlato") e las ("allontanarsi") e secondo la leggenda ha dato questo nome  durante le prime battaglie tra li Eserciti arabi e la tribù Jlass durante l'invasione araba d’Africa.

## Composizione delle Tribù
- Aouled Idir (ar) : Achour (ar), Nessir (ar), Mekadil (ar), Mebarek (ar), Boumethnena (ar), Ouhibet (ar)
- Aouled Khelifa (ar) : Ajabna (ar), Azaza (ar), Fekka (ar), Khobez (ar), Khedaymia (ar), Bouhelss (ar), Bedarna (ar), Arfet (ar), Douwayria (ar), Kouwarta (ar), Kraimia (ar), Sellata (ar), Sfar (ar), Belaghta (ar), Dheouibet (ar), Jeouaber (ar), Cheramtia (ar), Briket (ar), Kerichet (ar), Zayed (ar), Chabatra (ar), Ferjane (ar), Fouwayed (ar), Mejabra (ar), Abebsia (ar), Hmidet (ar), Jebilet (ar), Jezira (ar), Theriouet (ar), Mekhalif (ar), Ameur (ar), Hedada (ar), Boudheraa (ar), Rouana (ar), Maouaghir (ar), Jmila (ar), Taamallah (ar), Souwalem (ar), Themama (ar), Jebna (ar), Azzaza (ar), Mtaygha (ar), Karbous (ar), Hammed (ar), Bderna (ar), Ferjane (ar), Blarta (ar), Chetabra (ar), Mejabra (ar), Hedada (ar), Souelem (ar), Mouagher (ar), Mtir (ar), Souiss (ar), Ksaa (ar), Fouyaed (ar), Zehamlia (ar), Temamma
- Aouled Sendasen (ar) : Fedoul (ar), Hdaied (ar), Choumek (ar), Aouatfia (ar), Fersia (ar),  Mahfoudh (ar), Soud (ar), Saadallah (ar), Aoueilia (ar), Bsilet (ar), Jealiba (ar), Jeouamia (ar), Meiz (ar), Mekhalfia (ar), Baccouche (ar), Anane (ar), Debabcha (ar), Neffeti (ar), Chourbia (ar), Manser (ar), Jouidet (ar), Kattaya (ar), Chaieb (ar), Gharsallah (ar), Issaoui (ar)

## Lingua
La lingua parlata da queste tribù è prevalentemente arabo dall'influenza di Aghlabidi dell'VIII secolo. Alcune tribù di Auled Khelifa, stabilite nei villaggi di Takrouna, Jradou e Zriba, usano ancora la lingua berbera